# Autalia yoopaa
Autalia yoopaa är en skalbaggsart som beskrevs av Hoebeke och Ashe 1994. Autalia yoopaa ingår i släktet Autalia och familjen kortvingar. Inga underarter finns listade i Catalogue of Life.